# Werner Delle Karth
Werner Delle Karth, també anomenat o escrit Werner Delle-Karth o Werener delleKarth (Innsbruck, Àustria 1941), és un corredor de bob, ja retirat, que va competir durant la dècada del 1970.

## Biografia
Va néixer el 18 de maig de 1941 a la ciutat d'Innsbruck, situada a la regió del Tirol, fill de Walter Delle Karth, competidor en els Jocs Olímpics d'Hivern de 1936 en combinada nòrdica. És germà de Dieter Delle Karth i Walter Delle Karth Jr., també corredors de bobs, i pare de Nico Delle Karth, practicant de vela esportiva.

## Carrera esportiva
L'any 1972 va participar en els Jocs Olímpics d'hivern que es van realitzar a la ciutat de Sapporo (Japó), on finalitzà tretzè en la prova de bobs a 2 i setè en la prova de bobs a 4. En els Jocs Olímpics d'Hivern de 1976 realitzats a la seva ciutat natal fou l'encarregat de realitzar el Jurament Olímpic en la cerimònia d'obertura i finalitzà sisè en la prova de bobs a 2.
Al llarg de la seva carrera esportiva aconseguí guanyar dues medalles en el Campionat del Món de bob en la disciplina de bobs a 4: la medalla de plata el 1973 i la medalla de bronze el 1974.